# Angelina Marsciano
Angelina Marsciano (ur. w 1377 Orvieto, zm. 14 lipca 1435 w Foligno) – włoska zakonnica, Błogosławiona Kościoła katolickiego.

## Życiorys
Urodziła się na zamku Montegiove w pobliżu Orvieto i pochodziłą ze szlacheckiej rodziny. Była córką Jakuba, hrabiego Marsciano i Anny, hrabiny Corbara. Matka Angeliny zmarła, kiedy dziewczyna miała 12 lat.
W 1392 roku, mając 15 lat, złożyła śluby czystości. Niedługo potem wyszła za mąż za księcia Civitella. Uszanował on wolę świeżo poślubionej wybranki, gdyż był gorliwym katolikiem. Tym samym było to białe małżeństwo. Książę zmarł dwa lata po ślubie i wówczas Angelina postanowiła poświęcić życie Bogu.
Swój majątek oddała na cele charytatywne i wstąpiła do III Zakonu św. Franciszka z Asyżu. Inspirowała ona inne kobiety, aby podążały jej ścieżką czystości i pobożności, czego dowodem było grono dziewcząt, które opuściły swoje domy, co nie podobało się ich rodzinom. Angelina została ostatecznie oskarżona o bycie przeciwniczką małżeństw, gdyż namawiała młode kobiety do podjęcia życia zakonnego, a także oskarżono ją o uprawianie czarów. Władysław I uniewinnił ją od zarzutów. Pomimo tego Angelina wraz ze swymi towarzyszkami opuściła nieprzyjazne jej misji rejony. 
Kobiety przeniosły się do Foligno. Tam założyły zgromadzenie Sióstr tercjarek franciszkanek regularnych. Kolejne klasztory zaczęły powstawać m.in. w Asyżu, Viterbo, Florencji. Wszystkie 15 istniejących klasztorów tego zgromadzenia zostały oddane w 1430 r. na mocy decyzji papieża Marcina V pod władzę jednej przełożonej, którą była Angelina. Siostry zajmowały się chorymi, biednymi, wdowami i sierotami, a także wychowaniem żeńskiej młodzieży.
Angelina zmarła 14 lipca 1435 roku, mając 58 lat, w opinii świętości. Została pochowana w kościele franciszkańskim w Foligno. Jej szczątki przeniesiono do sanktuarium w 1492 roku.
Została beatyfikowana przez papieża Leona XII w dniu 8 marca 1825 roku.